# Overvloeier
Een overvloeier of crossfade is in de film- en videotechniek een geleidelijke overgang van het ene beeld in het andere. Deze beeldovergang is met andere woorden een combinatie van een fade-in en een fade-out. De betekenis is meestal die van een bepaalde tijdsspanne die voorbijgaat.
Technisch verkrijgt men een overvloeier door aan het einde van de eerste scène het diafragma geleidelijk aan te sluiten. Dan spoelt men de film een klein beetje terug. Aan het begin van de volgende scène opent men dan opnieuw traag het diafragma. Zo vloeien het einde van de eerste scène en het begin van de tweede scène stilaan in elkaar over.
Montage van digitale film met overvloei-effect verkrijgt men door deze in de tijdlijn aan te brengen. Zo is er in Final Cut Pro en Adobe Premiere een apart menu waarin men diverse overvloei-effecten kan bewerkstelligen. Vanzelfsprekend is het aantal effecten hierbij veel groter dan bij analoge film.